# Блекемолен, Йерун
Йерун Блекемолен (нидерл. Jeroen Bleekemolen [jəˈrun ˈbleːkəmoːlə(n)], род. 23 октября 1981 года) — нидерландский автогонщик.

## Биография
Участвовал в гоночной серии FIA GT на машине Dodge Viper, серии Formula 3 в том числе на Кольце Зандворт. Выступал в DTM за команду Опель.
В 2005 году выступал за команду ELF Aquitaine в чемпионате стран Бенилюкс.
С 2006 года выступает в гонке «24 часа Ле-Мана».
Выступал в серии А1 Гран-при сезона 2006—2007 года за команду Нидерландов, вместо Йоса Верстаппена, участвовавшего в предыдущем сезоне 2005—2006 года. Блекемолен был тогда запасным пилотом.
В 2008 и 2009 годах дважды подряд стал победителем Porsche Mobil 1 Supercup, в 2010 году основным чемпионатом для Блекемолена стала серия ALMS, поэтому возможности защитить титул в Суперкубке у Блекемолена не было.